# 佐野山城
佐野山城（さのやまじょう）、または佐野城（さのじょう）は、長野県千曲市桑原の佐野地籍にあった山城である。桑原氏の築城と伝承されている。

## 概要
四宮荘の地頭であった赤沢氏（守護家小笠原氏の支族）の配下の桑原氏が、猿ヶ馬場峠越えの要衝を抑える小坂城を構え、街道の押さえとして、この城を築いたものと考えられている。北東方向には龍王城がある。
応永7年（1400年）の大塔合戦後も赤沢氏は村上氏の支配下で残留していた。しかし漆田原の戦い等の小笠原家の内紛に乗じて桑原氏は赤沢氏を圧迫し、支配領域を広げて塩崎に進出して塩崎氏を名乗った。
天文22年（1553年）武田信玄の村上義清攻略の際に当城の塩崎氏は千曲川対岸の屋代氏と共に真田幸綱の調略に応じて武田側に寝返ったため当城は武田氏に帰属した。
天正12年（1584年）天正壬午の乱後は上杉景勝に帰属していた屋代秀正は徳川方に寝返り、塩崎六郎次郎や室賀満俊が同調して荒砥城と当城に籠城。しかし8日後に両城は上杉軍に攻められて自落。塩崎氏は麻績に逃れ、屋代氏は虚空蔵山城に移って凌ぎ、後に徳川氏の旗本となる。
天正壬午の乱後の上杉氏と小笠原氏との攻防戦でもこの城は隣接の龍王城とともに重要な役割を担っていたものと考えられている。また、上杉氏の会津移封後は廃城となったものと考えられる。